# 水収支
水収支（みずしゅうし、英語: water balance）は、ある水システムにおける単位時間での水の流入と流出を示すものである。水システムにおける水の貯留量は水の流出入の均衡により変化し、貯留量の変化は、流入量から流出量を減じることで求められる。

## 水収支式
水収支は以下の水収支式で表すことができる。
{\displaystyle p(t)-q(t)={\frac {d}{dt}}\ V(t)}
ただし、{\displaystyle p(t)}は流入量、{\displaystyle q(t)}は流出量、{\displaystyle V(t)}は貯留量である。

## 流域における水収支

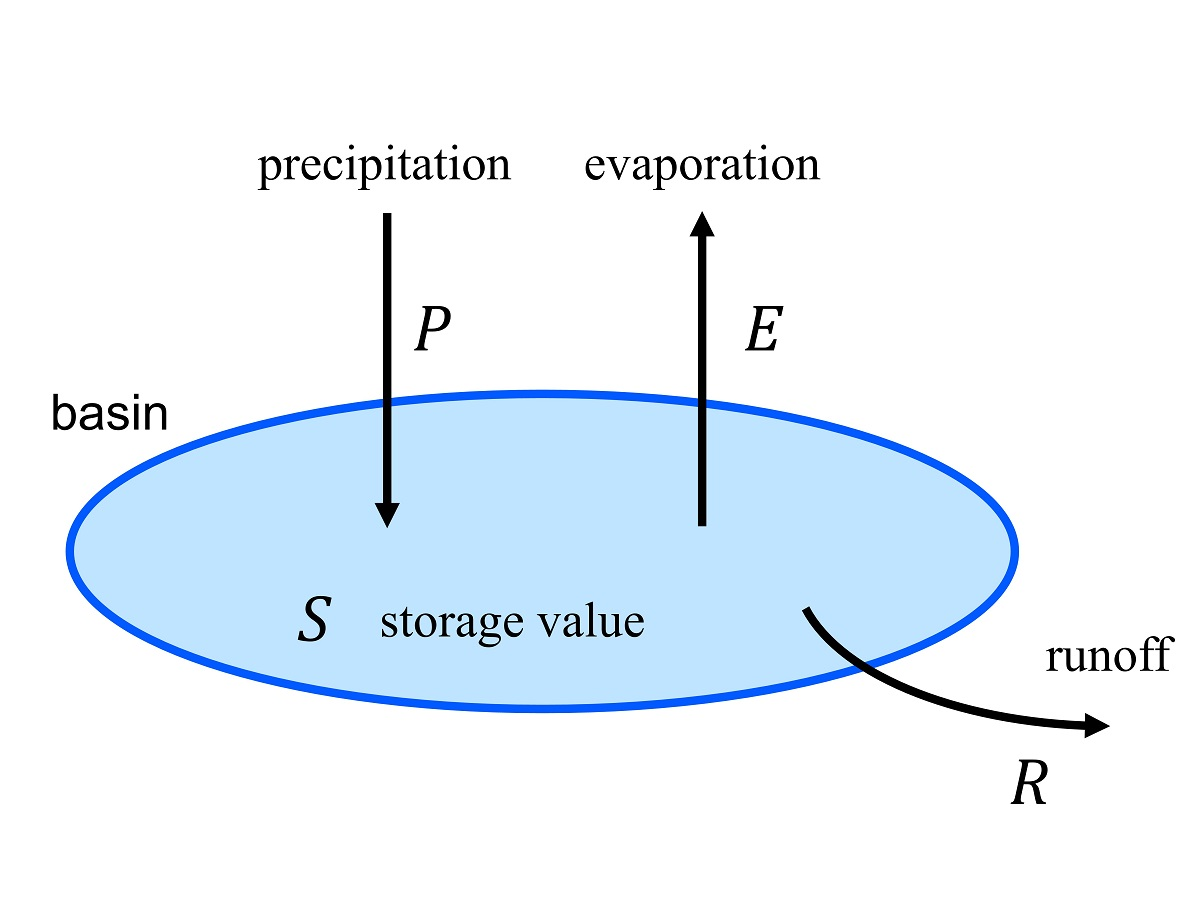
流域における水収支

水文学では、基本的な地域単位として流域が用いられる。流域単位での水の流入には降水、流出には蒸発散と流出がある。降水量を{\displaystyle P}、蒸発散量を{\displaystyle E}、流出量を{\displaystyle R}として水収支式に代入し、指定した時間で積分すると、以下の式が得られる（ただし{\displaystyle \Delta S}は積分開始時と終了時での貯留量変化である）。
{\displaystyle P-E-R=\Delta S}
なお、積分する時間を1年とすると、{\displaystyle \Delta S}を無視可能と仮定できることもある。
流域における流入量や流出量の解析のことを流出解析（runoff analysis）とよび、流量予測や洪水予測などは水文学の主な研究対象であった。

## 湖沼における水収支

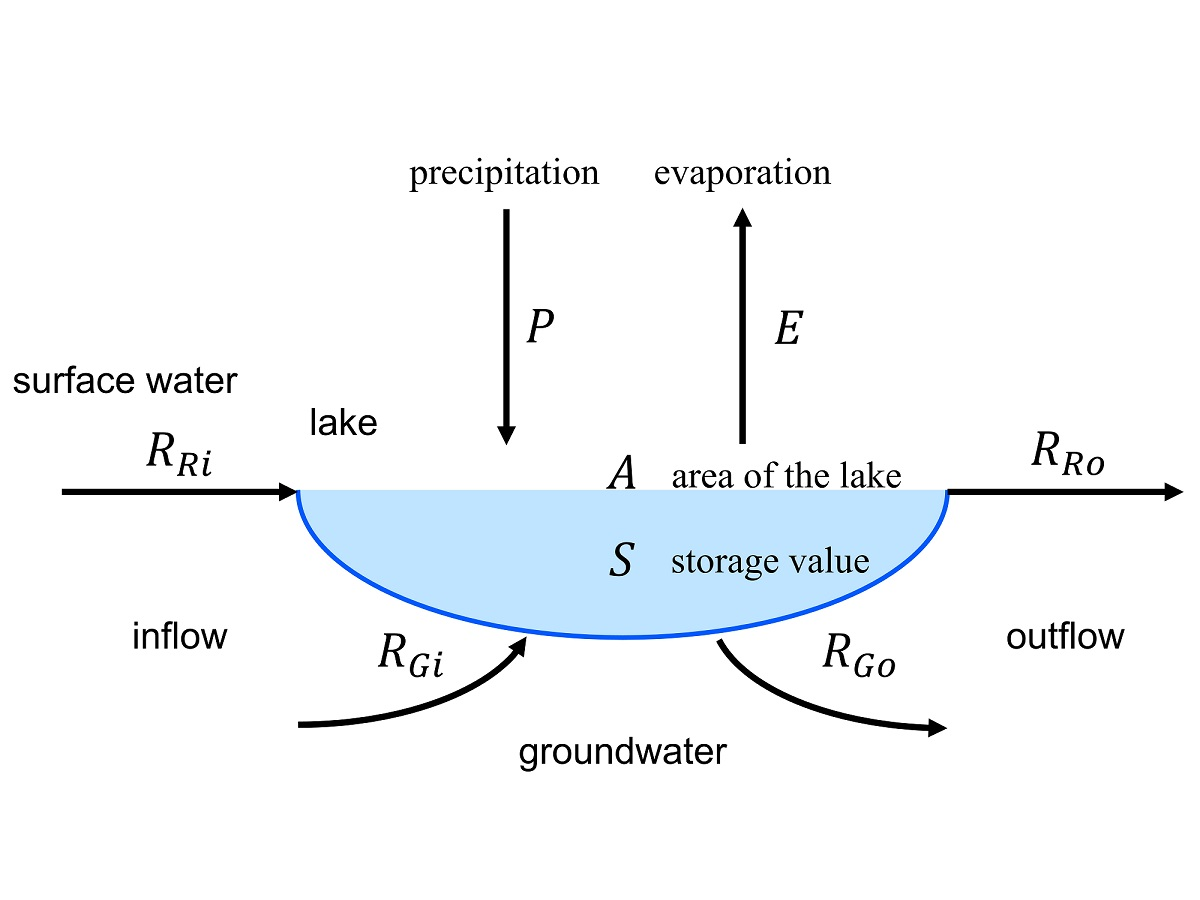
湖沼における水収支

湖沼も水文学における水循環プロセスに含まれる。湖沼における水の流入には、降水のほか表流水や地下水の流入、流出には蒸発のほか表流水や地下水の流出が考えられる。湖での貯留量を{\displaystyle S}、降水量を{\displaystyle P}、湖面での蒸発量を{\displaystyle E}、表流水の流入量を{\displaystyle R_{Ri}}、流出量を{\displaystyle R_{Ro}}、地下水の流入量を{\displaystyle R_{Gi}}、流出量を{\displaystyle R_{Go}}、湖の面積を{\displaystyle A}、時間を{\displaystyle t}とすると、水収支式は、
{\displaystyle {\frac {dS}{dt}}=(P-E)A+(R_{Ri}-R_{Ro})+(R_{Gi}-R_{Go})}
と表される。
貯留量の変化は湖の水位の変化量をもとに、湖の面積をかけて求める。表流水の流入量{\displaystyle R_{Ri}}は、湖への流入河川のうち主要なものの流量を測定したうえで、その値から推定することになる。流出量{\displaystyle R_{Ro}}は流出河川の流量測定により求める。
しかし、湖面での蒸発量{\displaystyle E}と地下水の流出入量の観測は難しい。湖面での蒸発量{\displaystyle E}の測定法として、直接的な方法ではパン蒸発計の利用や渦相関法（渦共分散法）が、間接的な方法ではバルク法（bulk method）・プロファイル法（profile method）・ボーエン比法（Bowen ratio method）などがある。
地下水の流入量{\displaystyle R_{Gi}}の観測は難しく、流域での降水量から蒸発量を引いた上で流域面積をかける場合もあるが、精度に劣ることもある。このため正味の地下水流出入量{\displaystyle R_{Gi}-R_{Go}}として求めることもある。この場合は湖沼の水収支式を時間積分した上で、右辺第1項・第2項を測定した残差から求めることになる。特に地下水流出量{\displaystyle R_{Go}}の測定は難しいので、他の全ての変数の値の残差として水収支式を解いて求めることになる。